# 396
Het jaar 396 is het 96e jaar in de 4e eeuw volgens de christelijke jaartelling.

## Gebeurtenissen

### Europa
- Flavius Stilicho, Romeins generaal (magister militum), stuurt een expeditieleger naar Brittannië om de rust te herstellen.
- Een groep Marcomannen vestigt zich als foederati (bondgenoten) in Pannonië.

### China
- Periode van de Zestien Koninkrijken: Jin Andi (r. 396 - 418) volgt zijn vader Jin Xiaowudi op als keizer van het Chinese Keizerrijk.

## Religie
- Augustinus wordt bisschop van Hippo Regius.

## Geboren
- Flavius Aëtius, Romeins generaal (magister militum) (waarschijnlijke datum)